# Cisteller becfí
El cisteller becfí (Asthenes pyrrholeuca) és una espècie d'ocell de la família dels furnàrids (Furnariidae).

## Hàbitat i distribució
Habita la vegetació baixa dels vessants pedregoses semiàrides, normalment a prop de l'aigua dels Andes a Xile i Argentina.